# Otomí

Verbreitungsgebiet der Otomí-Sprache im heutigen Mexiko

Die Otomí (Eigenbezeichnung Hñähñü) sind ein indigenes Volk in Mexiko. Sie werden zur Gruppe der Chichimeken gezählt.

## Geschichte
Die Otomí waren wahrscheinlich die ersten Siedler im Hochtal von Mexiko. Später wurden sie von den Azteken verdrängt und lebten fortan in den Randzonen. Sie wurden als tapfere Krieger angesehen, denn Otomi-Krieger wurden sowohl von den Azteken als auch von deren Feinden, den Tlaxcalteken, als Söldner angeheuert. Die Tlaxcalteken sollen zunächst Otomí-Söldner in den Kampf gegen die spanischen Conquistadoren geschickt und erst nach deren Niederlage ihr Bündnis mit den Spaniern geschlossen haben.

## Sprache
Die Otomí-Sprache gehört zusammen mit den Chichimeken-Sprachen der Jonaz, Mazahua, Pame, Ocuilteco und Matlatzinca zu den Oto-Pame-Sprachen, die wiederum (zusammen mit Amuzgo, Chinantekisch, Mixtekisch, Popoloca, Tlapanekisch und Zapotekisch) ein Teil der Otomangue-Sprachgruppe sind. Die Hñähñu des Mezquital-Tales (Valle de Mezquital) sprechen die Variante nHa:nHu und die Otomí südlich von Querétaro die Variante nHa:nHo, zusammen etwa 300.000 Menschen (davon etwa 5 bis 6 % Einsprachige), die meisten in den Bundesstaaten Hidalgo (Valle de Mezquital), México, Puebla, Querétaro, Tlaxcala, Michoacán und Veracruz. Obwohl die Otomí-Sprache zu den meistgesprochenen indigenen Sprachen in Mexiko gehört, ist sie (wie viele Sprachen Mexikos) hochgradig gefährdet, da sie nur noch von wenigen Kindern gelernt wird.

## Kultur
Von besonderer Bedeutung für die Otomí ist der Peña de Bernal, ein großer Monolith. Zwischen ihm und den Bergen Zamorano und Frontón liegt ihr kulturelles Zentrum. Der Peña ist Wallfahrtstätte und Beschützer gegen Wassermangel. Die Traditionen der Otomí und ihr Bezug zum Peña de Bernal wurden 2009 in die UNESCO-Liste des immateriellen Kulturerbes der Menschheit aufgenommen.